# Polypedilum cumberi
Polypedilum cumberi är en tvåvingeart som beskrevs av Freeman 1959. Polypedilum cumberi ingår i släktet Polypedilum och familjen fjädermyggor. Inga underarter finns listade i Catalogue of Life.